# Oceana Hamilton
Oceana Hamilton (ur. 13 października 1995 w Mississaudze) – kanadyjsko-brytyjska koszykarka, występująca na pozycji środkowej, od 2023 zawodniczka KS Basketu 25 Ekstraklasa Sp. z o.o. Bydgoszcz.

## Osiągnięcia
Stan na 16 marca 2024, na podstawie, o ile nie zaznaczono inaczej.

### NCAA
- Laureatka nagród Black Scholars Award (2015)
- Zaliczona do składu Southeastern Conference Academic honor roll (2015)

### Drużynowe
- Mistrzyni australijskiej Premier League (2019)

### Indywidualne
(* – nagrody przyznane przez portal australiabasket.com)
- MVP finałów australijskiej Premier League (2019)